# Museo-Biblioteca Casa de los Frailes
El Museo-Biblioteca Casa de los Frailes de Vilvestre fue construido rehabilitando y recuperando la antigua “casa de los frailes” de la localidad. La reconstrucción del edificio, que se encontraba en ruinas, ha significado un éxito desde el punto de vista urbanístico, ya que la nueva edificación conjuga de modo perfecto el estilo moderno y el tradicional.

## Descripción general
La ordenación interior del edificio se ha basado en las necesidades futuras de la edificación, se parte como idea generadora del edificio la recuperación del ambiente rural actual adoptando la tipología de patio interior central. Sobre él se distribuyen en los que se alojan, en uno el museo y en el otro la biblioteca y sala multifuncional. Estos espacios están unidos por un espacio de distribución que conforman el citado patio.
La accesibilidad al museo queda garantizada con los dos niveles de acceso sin necesidad de aparatos elevadores. Tiene dos entradas, una por la calle del castillo que iría a la primera planta y otra por la calle grande que iría a la planta baja y directamente a la sala de exposiciones.
La edificación cuenta con un total de 540 metros cuadrados de superficie útil repartidos en las siguientes estancias: en la planta primera, museo, control-tienda, paso, vestíbulo, aseos, sala multifuncional. En la planta segunda; museo, vestíbulo, aseos, biblioteca y oficinas. 
En la rehabilitación se ha tenido en cuenta la tipología típica de las construcciones del lugar, utilizando la mampostería típica de granito, los techos de madera conjugada con elementos más vanguardistas como pueden ser las cristaleras, el metal de las escaleras, etc. Siendo el resultado final de la edificación de un gran atractivo en sí mismo, independientemente de la calidad de sus exposiciones y organización de eventos.

## Museo

### Usos
- Acogerá una exposición permanente.
- Exposiciones temporales.
- Tienda de productos de la zona.
- Organización de seminarios y jornadas de índole artístico-cultural.
- Actividades culturales para la zona (teatro, música, folclore, pintura, Dinamización sociocultural, etc.)

### Información de utilidad
- Dirección: Calle Castillo 4
- Precio de entrada: 0,50 €
- Horarios
  - Sábados, domingos y festivos: 11:00 a 14:00
  - Otros días: Solo grupos con reserva previa
- Teléfono de reservas: 923524623

## Biblioteca

### Usos
- Biblioteca y centro documental de la “frontera hispano lusa”.
- Colección de 2000 volúmenes.
- Puntos de Internet.
- Audiovisuales de la zona.

### Información de utilidad
- Dirección: Calle Castillo 4
- Horarios:
  - Lunes a viernes: 17:00 a 20:00
  - Sábados: 11:00 a 14:00
- Horario Verano
  - Lunes a viernes: 10:00 a 14:00